# Fraktion und Circoscrizione
Eine Fraktion (von italienisch frazione ‚Unterteilung‘) ist eine Ortschaft, die in Italien und in der italienischen Schweiz zu einer größeren Gemeinde gehört. Eine Fraktion kann mehrere kleine Dörfer, Weiler und verstreute Häuser umfassen. Im allgemeinen Sprachgebrauch wird der Begriff frazione oft auf Ortschaften allgemein angewendet, die nicht Hauptort der Gemeinde sind.
Viele Fraktionen, insbesondere in der Schweiz, entsprechen ehemaligen Gemeinden, die im Laufe der Zeit eingemeindet wurden; sie haben aber keine Rechtspersönlichkeit, werden innerhalb der Gemeindeverwaltung jedoch noch unterschieden. In Italien befinden sich in der Fraktion oft eigene Infrastrukturen wie eine Kirche, eine Schule, Geschäfte oder Außenstellen der Gemeindeverwaltung.
In Trentino-Südtirol und anderen Provinzen/Gemeinden, die bis 1918 zu Österreich gehörten, entsprechen die Fraktionen gelegentlich den Katastralgemeinden, die auch ehemaligen Gemeinden entsprechen können. In San Marino werden die Fraktionen Curazie genannt.

## Rechtliche Bestimmungen in Italien
Da die Gemeindeordnung in Italien den Regionen überlassen ist und die Einrichtung von Fraktionen oder Ortsbezirken den Gemeinden, gibt es keine einheitlichen Regelungen für die territoriale Abgrenzung bzw. Verwaltung dieser Fraktionen.
Viele Gemeinden definieren die Fraktionen in ihrer Gemeindesatzung. Fraktionen können eine gewisse Eigenständigkeit gegenüber der Gemeinde entwickeln; so haben sie oft einen Ortsvorsteher, der meist Prosindaco (etwa ‚Vorbürgermeister‘), in Südtirol Fraktionsvorsteher genannt wird; dieser wird aus den Reihen der Gemeindeausschüsse (giunta comunale) oder des Gemeinderates ernannt.

### Circoscrizioni und andere Abgrenzungen
Städte mit mehr als 30.000 Einwohnern können und Großstädte müssen ihr Stadtgebiet in Stadtviertel/Stadtbezirke aufteilen. Diese müssen nicht das ganze Gemeindegebiet umfassen, wenn die Vororte eher ländlich geprägt sind.
In Großstädten wird zusammen mit dem Gemeinderat auch der Rat des Stadtbezirkes (consiglio di circoscrizione) gewählt. Die mittleren Städte können auch eine andere Form der Verwaltung des Stadtbezirkes wählen. In Rom und Genua heißen die Stadtbezirke municipi, in Neapel und Venedig Municipalità und in Florenz Quartieri ‚Stadtviertel‘.
Wenn die Fraktion Teil eines Gemeindebezirkes ist, übernimmt dessen Vorsitzender die Funktion des Fraktionsvorstehers.
Manche Städte wie Trient und Verona haben sowohl Stadtbezirke als auch als Fraktion geführte Vororte. Andere wie Bozen haben das ganze Gemeindegebiet auf Stadtviertel aufgeteilt und ganz auf Ausweisung von Fraktionen verzichtet.
Außer den Circoscrizioni gibt es noch historische Unterteilungen, wie Terzi ‚Drittel‘ und Contrade in Siena, Quartieri/Rioni ‚Stadtviertel/Stadtteil‘ und Borgate (meist [ehemals] von einer Stadtmauer umgebene Stadtkerne), die mehr historische, folkloristische Bedeutung haben und keine Verwaltungseinheiten im modernen Sinn sind.

### Comunelliund Vermögen der Fraktion
In einigen Regionen können Fraktionen eine eigene Verwaltung entwickeln und besitzen ein eigenes Vermögen. Dieses Vermögen besteht oft aus Wald oder Weidegründen. Die Erlöse aus der Bewirtschaftung dieser Güter müssen in der Fraktion Verwendung finden. Diese Fraktionen werden oft Comunelli genannt. In L’Aquila existieren solche Comunelli, die aus 1927 eingemeindeten Orten entstanden sind. Diese haben eine eigene Satzung und eigene gewählte Organe. Solche Eigenverwaltungen bürgerlicher Nutzungsgüter (kurz Eigenverwaltung B.N.G.) gibt es auch in Südtirol, in diesen wird ein Leitungskomitee direkt gewählt; in den anderen Fraktionen werden die Fraktionsvorsteher aus den (gewählten) Gemeinderäten der Fraktion ernannt.

## Situation in der italienischsprachigen Schweiz
Innerhalb fusionierter Gemeinden werden die ehemalig selbständigen Gemeinden als Fraktionen (italienisch frazioni (pl.)) bezeichnet. Bei der Verwaltung der Infrastruktur der Gemeinde können damit die Ressourcen nach bekannten Strukturen zugeteilt werden (wie z. B. an welchen Tagen der Woche in welche Gemeindeteilen Dienste wie Mülleinsammlung o. ä. organisiert wird etc.). Fraktionen sind oft, aber nicht immer Deckungsgleich mit den amtlichen Ortschaften.